# Sa Yo Na Ra
Singles de Globe
Wanna Be a Dreammaker
(1998) Sweet Heart
(1998)
Sa Yo Na Ra est le 14e single du groupe Globe, sorti en 1998.

## Présentation
Le single, coécrit, composé et produit par Tetsuya Komuro, sort le 23 septembre 1998 au Japon sur le label Avex Globe de la compagnie Avex, au format mini-CD single de 8 cm de diamètre (alors la norme pour les singles dans ce pays), trois semaines seulement après le précédent single du groupe, Wanna Be a Dreammaker. 
C'est le deuxième d'une série de quatre singles qui sortent en l'espace d'un mois dans le cadre de l'opération Brand New Globe 4 Singles, suivi de Sweet Heart et Perfume of Love.
Comme le précédent, le single atteint la première place du classement des ventes de l'Oricon, et reste classé pendant onze semaines. Il se vend à plus de 460 000 exemplaires, ce qui en fait le troisième single le plus vendu de la série de quatre. 
La chanson-titre du single a été utilisée comme thème musical pour une publicité pour la compagnie Nescafé ; sa version instrumentale figure aussi sur le single, ainsi qu'une version remixée ("Buzz Mix"). Son clip vidéo fait partie d'une série de clips du groupe inspirés de cauchemars, celui-ci de son chanteur Marc.
La chanson figurera sur le quatrième album du groupe, Relation, qui sortira deux mois et demi plus tard, ainsi que par la suite sur ses compilations Cruise Record de 1999, Ballads and Memories de 2002, Globe Decade de 2005, Complete Best Vol.1 de 2007, et 15 Years -Best Hit Selection- de 2010. 
Elle sera aussi remixée sur son album de remix First Reproducts de 1999.

## Liste des titres
Les chansons sont écrites, composées et arrangées par Tetsuya Komuro, et sont coécrites par Marc et mixées par Eddie DeLena.
| CD    | CD                         | CD                    | CD    | CD | CD | CD | CD | CD | CD |
| No    | Titre                      | Description           | Durée |    |    |    |    |    |    |
| ----- | -------------------------- | --------------------- | ----- | -- | -- | -- | -- | -- | -- |
| 1.    | Sa Yo Na Ra (Straight Run) | Version originale     | 5:17  |    |    |    |    |    |    |
| 2.    | Sa Yo Na Ra (Buzz Mix)     | Version remixée       | 7:47  |    |    |    |    |    |    |
| 3.    | Sa Yo Na Ra (TV Mix)       | Version instrumentale | 5:15  |    |    |    |    |    |    |
| 18:19 |                            |                       |       |    |    |    |    |    |    |